# رونالد جيرارد كونورز
رونالد جيرارد كونورز (بالإنجليزية: Ronald Gerard Connors)‏ هو قسيس أمريكي، ولد في 1 نوفمبر 1915 في بروكلين في الولايات المتحدة، وتوفي في 27 نوفمبر 2002.